# Dakota, Illinois
Dakota là một làng thuộc quận Stephenson, tiểu bang Illinois, Hoa Kỳ. Năm 2010, dân số của làng này là 506 người.

## Dân số
Dân số qua các năm:
- Năm 2000: 499 người.
- Năm 2010: 506 người.